# El Barrero
El Barrero è un comune (corregimiento) della Repubblica di Panama situato nel distretto di Pesé, provincia di Herrera. Si estende su una superficie di 36,8 km² e conta una popolazione di 1.841 abitanti (censimento 2010).